# Modernisme Hanshinkan

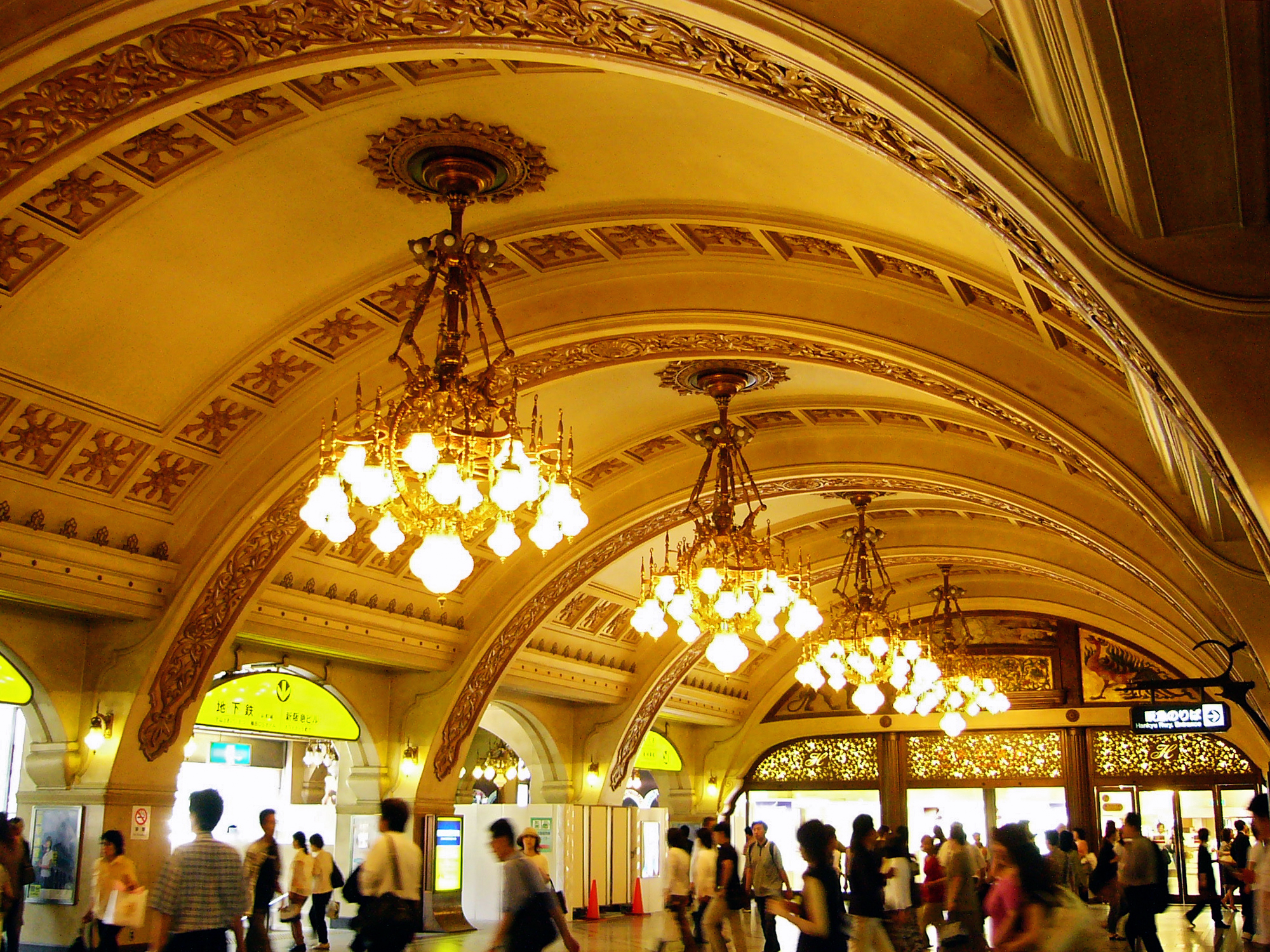
Ancienne gare Hankyu d'Umeda

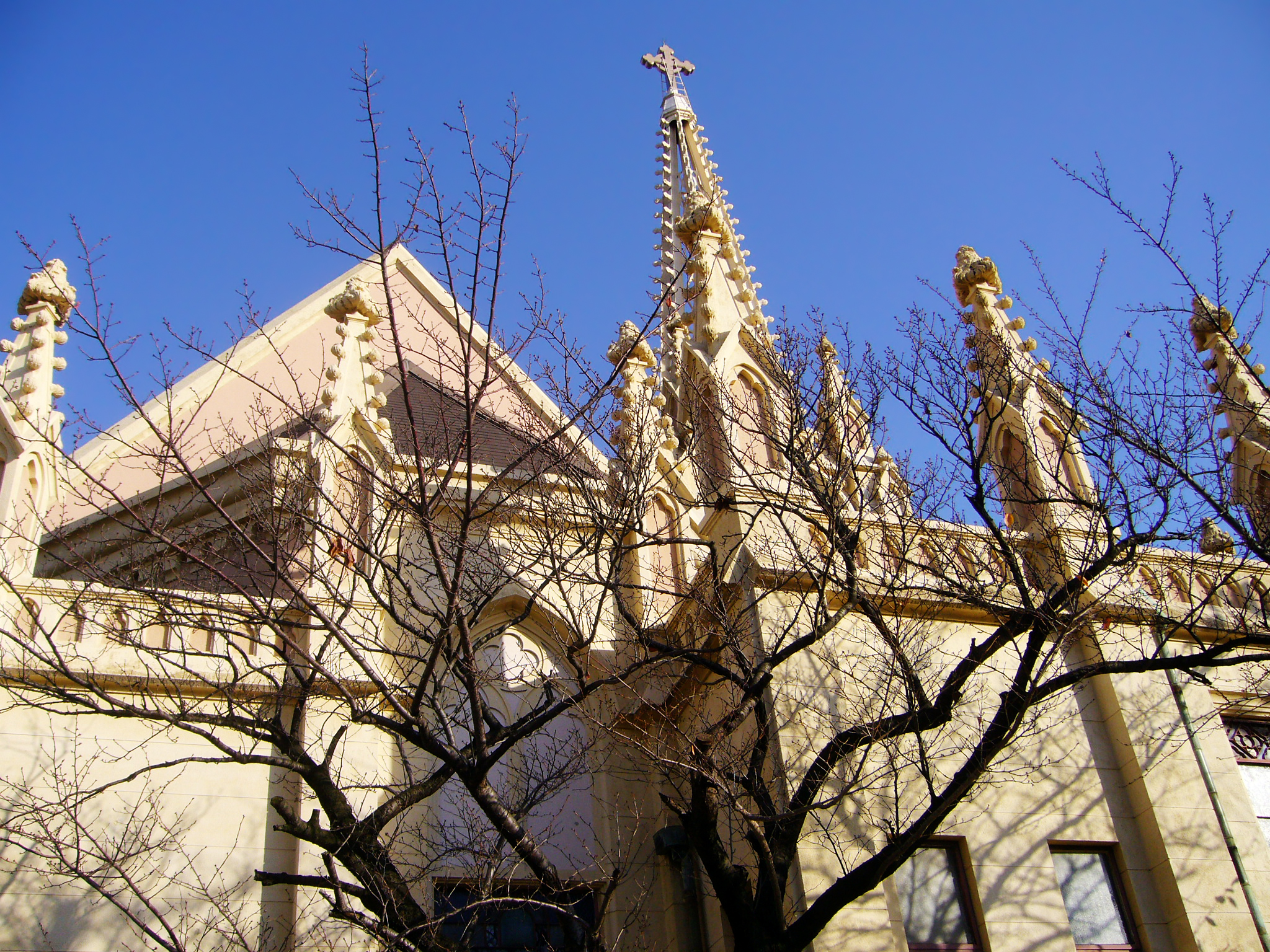
Église Catholique Shukugawa (Nishinomiya)

Le Modernisme Hanshinkan (阪神間モダニズム) est un terme utilisé pour designer les arts, la culture et le mode de vie modernistes qui se sont développés dans la région du Japon dite Hanshinkan, entre la chaine de montagnes Rokkō et le littoral, dans l'arrondissement de Nada (Kobe) et les villes d'Ashiya, Takarazuka, Nishinomiya, Itami, Amagasaki, Sanda, et Kawanishi, des années 1900 aux années 1930.
Accompagnant l'urbanisation de la Baie d'Osaka, qui a continué après 1923 contrairement à celle de la Baie de Tokyo où le processus s'est temporairement arrêté en raison du Grand tremblement de terre de Kantō, le modernisme Hanshinkan a aussi touché les villes d'Ikeda, Minoh et Toyonaka dans la Préfecture d'Osaka et les arrondissements de Suma et Tarumi à Kobe.

## Origine
Le "Modernisme Hanshinkan" est un concept d'histoire culturelle régionale  utilisé dans des œuvres comme Lifestyle and Urban Culture: Hanshinkan Modernism Light and Shadow et des événements comme des expositions.

## Histoire
À la suite de la Première Guerre Sino-Japonaise (1894-1895), Osaka est devenu le plus grand centre économique du Japon et Kobe la plus grande ville portuaire en Orient. Toutefois, en raison du développement industriel des deux villes, les conditions de vie dans ces zones urbaines se sont dégradées.
Dans le même temps, imitant l'exemple des États-Unis, la région du Kansai a connu un boom dans la construction de lignes de chemin de fer interurbaines. En commençant par la ligne principale de la compagnie de chemin de Fer Hanshin (ouverte en 1905), suivie par Minoh Arima Electric Railway (qui deviendra la Ligne Principale Hankyū Takarazuka) (ouverte en 1910), puis de la Ligne Principale Hankyu de Kobe (ouverte en 1920), et d'autres, les lignes de chemin de fer ont attiré l'attention sur les zones agricoles non développées à la périphérie de Kobe/Hokusetsu, et le développement en banlieue de zones résidentielles visant à créer un environnement confortable a progressé dans les zones entourant les lignes de chemin de fer sur le beau versant sud du Mont Rokkō, la zone appelée Hanshinkan. Le développement urbain et culturel de la région est inséparable du financement privé des lignes de chemin de fer du Kansai.
Tout d'abord, au cours de la Période Meiji, les riches marchands de la région Keihanshin ont fait construire de luxueuses demeures, l'une après l'autre, dans le voisinage du village de Sumiyoshi (actuellement, l'arrondissement Higashi Nada de Kobe). À partir de la Période Taisho, la région est devenue un quartier résidentiel non seulement pour les industriels, mais aussi pour les élites universitaires et les non-propriétaires de la classe moyenne. Une fois que l'environnement culturel et économique a été en place, de nombreux artistes et des personnalités de la culture se sont relogés dans le quartier, et des hôtels et des parcs de loisirs qui offraient une grande variété de programmes culturels, éducatifs, et des espaces sociaux ont été construits, formant une zone de loisirs importante sur le sommet du Mont Rokko et dans les villes vertes à sa base. Puis, sous l'influence de la culture occidentale, un modes de vie plaisant est né. Il a eu une grande influence sur l'art, la culture, l'éducation et l'alimentation japonais. Même aujourd'hui, la région est l'une des zones résidentielles luxueuses du pays.
L'influence du modernisme Hanshinkan peut se remarquer dans les constructions de la même époque dans le Kantō, dans les stations de loisirs et les maisons de vacances de style occidental de Karuizawa, et dans les quartiers résidentiels de la banlieue de Tokyo comme Den-en-chōfu.